# 萨克森卡姆
萨克森卡姆（德語：Sachsenkam，發音：[ˈzaksn̩ˌkaːm]）是德国巴伐利亚州上巴伐利亚行政区巴特特尔茨-沃尔夫拉茨豪森县的市镇，面积15.92平方千米，2023年12月31日人口为1,315人。